# 小一學校網
小一學校網（Primary One Admission School Net 或簡稱 POA School Net）香港教育局學校網統一派位。

## 四大名校網
小一學校網之中，港島區的11校網(中西區)、12校網(灣仔區)以及九龍區的34校網(何文田/土瓜灣)、41校網(九龍城)，被視為香港小學「四大名校網」，吸引家長特地搬遷進去，務求讓子女能夠入讀當區的名校。
- 11校網著名小學包括英皇書院同學會小學、嘉諾撒聖心學校、聖士提反女子中學附屬小學
- 12校網著名小學包括瑪利曼小學、寶血小學、軒尼詩道官立小學、聖若瑟小學、聖保祿天主教小學
- 34校網著名小學包括協恩中學附屬小學、陳瑞祺（喇沙）小學、農圃道官立小學、馬頭涌官立小學、聖羅撒學校
- 41校網著名小學包括喇沙小學、拔萃小學、瑪利諾修院學校（小學部）、嘉諾撒聖家學校

## 跨網求學
現時直接資助學校、私立學校及「自行分配學位」階段時不受校網限制，家長代表學童直接向心儀學校申請入學。而統一派位階段，家長在甲部，可以不分校網填寫首三個志願，而在乙部依所屬校網為學童填寫最多三十個志願。而在著名的41校網，更出現租信箱及短租的現象，更甚者是學童過多，需要向黃大仙的43校網借調學位。
至於申報住址不在香港的學童（此類學童可分為雙非兒童及跟隨父母居住內地的兒童，較大機會成為跨境學童）申請小一入學統籌辦法時，獲劃入一個虛擬專用校網，由鄰近出入境管制站四個地區（北區、元朗區、屯門區及大埔區）八個校網的學校提供學位。而港珠澳大橋落成後，東涌新市鎮的學校亦加入此虛擬校網，服務居住在珠海及澳門的學生。而2013至2019年間，此專用校網更包括黃大仙區、葵青區學校。在此以前，此類家長主要依賴北區上水的80校網，導致該區小一學位短缺，甚至需要跨區借調學位，使當區居民不滿。

## 校網失衡
因應人口分佈、新市鎮成立及學童數量變動等因素，每年由非官方人員所組成的小一入學委員會檢討，去變動校網。依據教育署2001年的新聞稿，在深水埗區及觀塘區設有多個校網，而非現有模樣。同時在該新聞稿中，提及當時將相連的南區第17（薄扶林）及18（香港仔、黃竹坑）校網合併（即現有的18校網），亦把油尖旺的第30（尖沙咀）及31（油麻地）網合併（即現有的31校網），方便小一學童就近入學，便家長有更多學校選擇。
2005年有報章報導，當局計劃將34(何文田及馬頭圍)、35(紅磡)、36(土瓜灣)校網三合一，並且因應當時殺校潮後的學校數目去重組小學校網。最終2006至07學年起，其中13個小一校網合併成6個，使校網由44個減至37個。包括把土瓜灣第36校網合併到何文田第34校網，石硤尾第38校網合併到深水埗第40校網等。然而教育局的校網設計不理想，導致觀塘區的46校網學額過多，但48校網學額又不足，使兩區的學額失衡，迫使小學生跨區上學。
2009年由46網校長組成的「46小一學校網關注組」，曾建議該校網與48校網合併，但遭教育局否決。

## 小一學校網列表

### 香港島
| 區域   | 校網編號 | 涵蓋地區 |
| ------ | -------- | --- |
| 中西區 | 11       | 中環、山頂、上環、西營盤、石塘咀、堅尼地城                                                                                   |
| 灣仔區 | 12       | 灣仔、銅鑼灣、掃桿埔、跑馬地、大坑、渣甸山                                                                                   |
| 東區   | 14       | 北角、鰂魚涌、鯉景灣（以太古城、東區走廊、太安街與16校網劃分）                                                               |
| 東區   | 16       | 筲箕灣、西灣河、杏花邨、柴灣、小西灣，南區的石澳和大浪灣                                                                     |
| 南區   | 18       | 薄扶林、香港仔、田灣、石排灣、鴨脷洲、黃竹坑、壽臣山、深水灣、淺水灣、赤柱、舂坎角、大潭（以大潭道、石澳道交界與16校網劃分） |

參考2000年資料，中西區設有10校網，包括堅尼地城、石塘咀及西營盤西，灣仔區設有13校網包括銅鑼灣、掃桿埔、跑馬地、大坑、勵德邨、渣甸山，東區設有15校網包括筲箕灣、西灣河及亞公岩，南區設有15校網包括淺水灣、赤柱、舂坎角、大潭、石澳

### 九龍
| 區域     | 校網編號 | 涵蓋地區 |
| -------- | -------- | --- |
| 油尖旺區 | 31       | 尖沙咀、佐敦、油麻地、京士柏、富榮花園、海富苑、柏景灣、帝柏海灣、帝峯 · 皇殿                                |
| 油尖旺區 | 32       | 旺角、大角咀（以櫻桃街、渡船街、登打士街與31校網劃分）                                                       |
| 九龍城區 | 34       | 何文田、嘉多利山、土瓜灣、馬頭角、馬頭圍、啟德                                                               |
| 九龍城區 | 35       | 紅磡、紅磡灣、大環山、黃埔                                                                                   |
| 九龍城區 | 41       | 九龍塘、筆架山、廣播道、九龍城，黃大仙區的美東邨                                                             |
| 深水埗區 | 40       | 荔枝角、長沙灣、深水埗、石硤尾、又一村                                                                       |
| 黃大仙區 | 43       | 東頭邨、黃大仙、新蒲崗、竹園邨、橫頭磡、樂富、天馬苑、西貢區的飛鵝山                                         |
| 黃大仙區 | 45       | 鑽石山、慈雲山、富山邨、牛池灣、彩雲邨、彩虹邨、采頤花園                                                     |
| 觀塘區   | 46       | 啟業邨、坪石邨、麗晶花園、九龍灣、牛頭角下邨、淘大花園、佐敦谷、四順、四彩、安泰邨                           |
| 觀塘區   | 48       | 秀茂坪、牛頭角上邨、安基苑、樂華邨、裕民坊、和樂邨、翠屏邨、藍田、茶果嶺、油塘、鯉魚門、安達邨，西貢區馬游塘 |

參考2000年資料，油尖旺區設有10校網，包括佐敦道以南範圍，九龍城區設有33校網，包括東鐵綫、佛光街、漆咸道北所包圍之範圍，36校網，包括江西街、銀漢街以北、馬頭圍道、天光道、常盛街、靠背壟道遊樂場以東所包圍之範圍，深水埗區設有37校網，包括又一村、大坑東、南山邨及大坑西，38校網，包括石硤尾、白田、澤安邨及大窩坪，39校網，包括界限街、大埔道、東京街範圍，觀塘區設有49校網，包括藍田、麗港城(24-38座)、茶果嶺、油塘、鯉魚門、西貢區馬游塘，51校網，包括四順。

### 新界及離島
| 區域   | 校網編號 | 涵蓋地區 |
| ------ | -------- | --- |
| 荃灣區 | 62       | 青龍頭、深井、汀九、油柑頭、柴灣角、馬灣、大嶼山東北、象山、綠楊新邨、海濱花園，不包括梨木樹                           |
| 葵青區 | 64       | 和宜合、上葵涌、中葵涌、石蔭、石籬、安蔭，荃灣區的梨木樹                                                               |
| 葵青區 | 65       | 荔景、華員邨、華景山莊、鍾山台、九華徑、華荔邨、大窩口、葵盛、葵芳、葵興、下葵涌                                       |
| 葵青區 | 66       | 青衣島 |
| 屯門區 | 70       | 屯門河以西、屯門碼頭一帶、白角、龍鼓灘、大興、屯門舊墟、麒麟圍、兆康苑、藍地、綠怡居，不包括曾咀及稔灣                 |
| 屯門區 | 71       | 屯門河以東、虎地、屯門新墟、屯門市中心、三聖邨、掃管笏、大欖涌、景峰花園、黃金海岸、富泰邨                             |
| 元朗區 | 72       | 天水圍、屏山、廈村、流浮山、洪水橋、朗邊中轉房屋、屯門區的曾咀及稔灣                                                   |
| 元朗區 | 73       | 元朗明渠以西、橫洲、鳳池村、禮修村、馬田村、龍田村、朗屏、白沙村、大棠村、楊家村、木橋頭村、水邊圍、振興新村           |
| 元朗區 | 74       | 元朗明渠以東、元朗舊墟、坳頭、十八鄉、錦田、八鄉、石崗、南生圍、逢吉鄉、攸潭美、錦綉花園、加州花園、米埔、新田、落馬洲 |
| 北區   | 80       | 羅湖、上水 |
| 北區   | 81       | 粉嶺、馬尾下、打鼓嶺、蓮麻坑、鹿頸                                                                                     |
| 北區   | 83       | 沙頭角、烏蛟騰、吉澳等以沙頭角碼頭街渡連接的島嶼                                                                       |
| 大埔區 | 84       | 大埔、大美督、九龍坑、林村、樟樹灘，不包括西貢北                                                                       |
| 沙田區 | 88       | 大圍（以獅子山隧道公路至曾大屋拉一直線與91校網劃分）                                                                   |
| 沙田區 | 89       | 馬鞍山，大埔區西貢北的十四鄉（以富安花園以南梅子林路附近與91校網劃分）                                                 |
| 沙田區 | 91       | 沙田市中心、火炭、馬料水、圓洲角、沙田第一城、小瀝源、沙田圍、石門                                                     |
| 西貢區 | 95       | 西貢、糧船灣、將軍澳（馬游塘除外）、井欄樹、清水灣、西貢半島（包括大埔區除十四鄉以外的西貢北範圍），不包括飛鵝山       |
| 離島區 | 96       | 南丫島、蒲台島 |
| 離島區 | 97       | 長洲、索罟群島 |
| 離島區 | 98       | 大嶼山（屬荃灣區的大嶼山東北除外）、東涌                                                                               |
| 離島區 | 99       | 坪洲、大白灣、稔樹灣、愉景灣                                                                                           |

參考2000年資料，葵青區設有60校網，包括麗瑤邨、荔景、華員邨、華景山莊、九華徑及鐘山台，荃灣區設有63校網，包括眾安街、青山公路荃灣段、大河道北以東範圍，屯門區設有69校網，包括屯門河以西、皇珠路以南範圍，元朗區設有75校網，包括錦田、八鄉及石崗，76校網，包括大生圍、逢吉鄉、攸潭美、錦綉花園、加州花園、米埔、新田、落馬洲，北區設有82校網，包括打鼓嶺、蓮麻坑、麻雀嶺、萬屋邊、禾坑、鹿頸、萊洞，大埔區設有85校網，包括大窩西支路以西至林錦公路交匯處、林村河以南為範圍，沙田區設有90校網，包括城門河以西、獅子山隧道公路以北範圍，西貢區設有92校網，包括西貢公路沿線及西貢半島範圍。

## 參看
- 香港小學列表

## 備註及參考來源
1. ↑  . 教育局.   [2020-01-29]. （原始内容存档于2020-01-29）.
2. ↑  . 信報. 2013-07-15  [2020-01-29]. （原始内容存档于2020-01-29）.
3. ↑  . 太陽報. 2012年1月5日  [2013年10月6日]. （原始内容存档于2022年12月30日）.
4. ↑  . 太陽報. 2012年1月5日  [2013年10月6日]. （原始内容存档于2022年12月30日）.
5. ↑   (PDF). 教育局.   [2020-07-04]. （原始内容存档 (PDF)于2019-10-19）.
6. ↑   (PDF). 教育局.   [2020-07-04]. （原始内容存档 (PDF)于2019-10-19）.
7. ↑  . 香港01.   [2020-07-04]. （原始内容存档于2020-07-05） （中文（繁體））.
8. ↑  . 2013年2月6日  [2013年10月6日]. （原始内容存档于2020年9月22日）.
9. ↑  . 東方日報. 2013年5月21日  [2013年10月6日]. （原始内容存档于2021年2月10日）.
10. ↑  . 太陽報. 2012年1月5日  [2013年10月6日]. （原始内容存档于2012年1月11日）.
11. ↑  . 太陽報. 2013年5月30日  [2013年10月6日]. （原始内容存档于2022年12月30日）.
12. ↑  . Now新聞. 2013年1月25日  [2013年10月6日]. （原始内容存档于2022年12月30日）.
13. ↑  .   [2024-05-14]. （原始内容存档于2024-05-14）.
14. ↑  .   [2011-09-22]. （原始内容存档于2017-09-20）.
15. 1 2 3  . （原始内容存档于2001-08-22）.
16. ↑  . 美聯物業. 2024-09-16  [2024-09-16]. （原始内容存档于2025-03-15）.

## 外部連結
- 自行分配學位階段各小一學校網小學名冊 （页面存档备份，存于）